# Crashing (Reino Unido)
Crashing é uma série de comédia dramática exibida pelo Channel 4 do Reino Unido e produzido por Big Talk Productions. A série de seis episódios estreou em 11 de janeiro de 2016. Foi escrita e criada por Phoebe Waller-Bridge

## Enredo
Crashing segue a vida de seis jovens na casa dos vinte anos que moram juntos como guardiões de propriedade em um hospital abandonado, mantendo o prédio seguro em troca de um aluguel com valor mais baixo e um conjunto de regras pré-definidas. As relações pessoais começam a crescer enquanto o grupo navega tensão sexual e questões pessoais e ao mesmo tempo tentam evitar ser despejados.

## Elenco

### Principal
- Phoebe Waller-Bridge como Louise "Lulu", amiga de infância de Anthony, que se muda para o hospital.
- Jonathan Bailey como Sam, um jovem obcecado por sexo, amigo de Anthony, que se vê em uma amizade crescente com Fred.
- Julie Dray como Melody, uma artista francesa que encontra em Colin uma "musa" de inspiração.
- Louise Ford como Kate, a perfeccionista noiva de Anthony, que não se dá bem com Lulu.
- Damien Molony como Anthony, um chef de cozinha, noivo de Kate e amigo de infância de Lulu.
- Adrian Scarborough como Colin Carter, um colega de trabalho divorciado de Kate, que se torna "musa" de Melody.
- Amit Shah como Fred Patini, um homem excêntrico que está a se tornar grande amigo de Sam.

### Recorrente
- Lockie Chapman como Will, namorado egocêntrico de Fred, de origem Australiana que trabalha como voluntário do centro de apoio contra o suicídio na organização social Samaritans. É inferido que é rico.
- Susan Wokoma como Jessica, colega de trabalho bissexual de Kate. Inicialmente, interesse amoroso de Sam.
- Kathy Burke como Tia Gladys, a tia-avó excêntrica e inapropriada de Lulu. Ela é uma alcoólatra que necessita de um cuidador oficial.

## Antecedentes
A ideia original se iniciou com dois roteiros escritos por Waller-Bridge que foram desenvolvidos para a televisão pela Big Talk. As locações do enredo foram baseados no Hospital de Middlesex, um complexo hospitalar abandonado localizado próximo aos escritórios da empresa produtora em Fitzrovia. Algumas cenas foram filmadas em um prédio desocupado do Royal London Hospital em Whitechapel.

## Indicações
- Em 2017 foi indicado para o British Academy Television Craft Awards, na categoria de Melhor Talento Revelação (Phoebe Waller-Bridge), por Crashing e por sua outra produção Fleabag.[4]

## Distribuição
Internacionalmente, a série é distribuída como uma produção original Netflix, em uma parceria com o Channel 4.